# Артабаз II
Вижте пояснителната страница за други личности с името Артабаз.
Артабаз II от Фригия (на староперсийски език: Artavazdâ, на старогръцки: Ἀρτάβαζος, Artabazos, * ок. 390 г. пр. Хр., † ок. 325 г. пр. Хр.) е висш персийски благородник, генерал и сатрап и един от най-доверените персийци на Александър Велики.
Артабаз е по-малкият от двата сина на Фарнабаз II (сатрап на Фригия) и на Апама, дъщеря на персийския велик цар Артаксеркс II. По бащина линия той произлиза от Фарнакидите, страничен клон на Ахеменидите, произлизащ от министър Фарнак, чичото на велик цар Дарий I Велики. Неговата фамилия от генерации има наследствената служба сатрап в Даскилейон на Хелеспонт (хелеспонтийска Фригия, днес Севернозападна Турция). През 362 г. пр. Хр. той наследява по-големия си брат Ариобарзан, който участва и е убит в т.нар. „голямо сатрапско въстание“ на Датам през 370 – 362 г. пр. Хр. против векик цар Артаксеркс II. Артабаз останал по това време верен на великия цар и затова може да наследи брат си като сатрап на Даскилейон.
След смъртта на великия цар през 358 г. пр. Хр. Артабаз въстава също против новия велик цар Артаксеркс III Охос. С помощта на атински наемници той побеждава през 355 г. пр. Хр. великия цар, което в гръцкия свят е празнувано като „втори Маратон“. Гръцките му наемници се оттеглят от Мала Азия и Артабаз наема тесалийски войници, но през 353 г. пр. Хр. е победен от великия цар и трябва да избяга в Македония. Така неговата фамилия губи владетелството на Хелеспонт, което е дадено на Арсит. В двора на цар Филип II в Пела Артабаз се запознава с Аристотел и с младия принц Александър.
Артабаз е женен за сестрата на военачалниците Ментор и Мемнон от Родос. Ментор е женен за неговата дъщеря Барсина. Мемнон го придружава в македонското му изгнание, Ментор обаче успява на персийския двор да получи голямо влияние и през 342 г. пр. Хр. успява да получи при Артаксеркс III помилването за Артабаз. През 340 г. пр. Хр. Ментор умира и Барсина се омъжва за неговия брат Мемнон.
Артабаз е също в дворцовата свита на велик цар Дарий III Кодоманос. Неговият син Фарнабаз се бие от 334 г. пр. Хр. заедно с Мемнон в Мала Азия против настъпващия Александър. След загубата в битката при Гавгамела през 331 г. пр. Хр. Артабаз бяга с великия цар в Бактрия при Бес. През лятото 330 г. пр. Хр. Бес нарежда убийството на Дарий III и сам се издига за негов наследник като велик цар. Артабаз отказва обаче да го признае и заедно със своя син преминава на страната на Александър. В неговата свита вече живее неговата дъщеря Барсина, която след самоубийството на Мемнон става любовница на завоювателя и майка на Херакъл.
През лятото 329 г. пр. Хр. Артабаз участва в боевете против въстаналия Сатибарзан. След края на Бес през същата година той е номиниран от Александър за сатрап на бактирийците. Заедно с Хефестион той води през лятото 328 г. пр. Хр. войска в северна Согдиана. Малко след това Артабаз напуска службата си като сатрап по старост. Той е сменен първо от Клит и след неговата скорошна смърт от Аминта. От Александър той получава командото на един скален замък в Согдиана. Там Александър се запознава с бактрийската княжеска дъщеря Роксана, за която той се жени.
Артабаз умира няколко години след това. Той има девет сина, от които Фарнабаз, Кофен, Арсам, Ариобарзан и Илионей, остават в свитата на Александър. Той има три дъщери, Барсина, Артакама и Артонис. Последните две са омъжени през 324 г. пр. Хр. на масовата сватба в Суза в Персия с двама близки приятели на Александър. Артакама с Птолемей, по-късният цар на Египет, и Артонис със секретаря и по-късен пълководец Евмен. Неговата внучка, дъщеря на Барсина и Ментор, е омъжена за Неарх, адмирал на Александър Велики.